# La Montagne d'argent
Pour plus de détails, voir Fiche technique et Distribution.
La Montagne d'argent (銀嶺の果て, Ginrei no hate) est un film japonais réalisé par Senkichi Taniguchi sorti en 1947. 
Ce film est le premier film de Toshirō Mifune en tant que premier rôle, il sera par la suite un des plus grands acteurs japonais. Mifune et les autres acteurs principaux travailleront ensemble pendant plusieurs années sous la direction du réalisateur Akira Kurosawa.

## Synopsis
Trois voleurs se réfugient sur les sommets enneigés des montagnes japonaises après avoir cambriolé une banque.

## Fiche technique
- Titre français : La Montagne d'argent
- Titre alternatif : Au-delà du col enneigé[1]
- Titre original : 銀嶺の果て (Ginrei no hate?)
- Réalisateur : Senkichi Taniguchi
- Scénario : Akira Kurosawa et Senkichi Taniguchi
- Production : Tomoyuki Tanaka
- Société de production : Tōhō
- Musique originale : Akira Ifukube
- Photographie : Junichi Segawa
- Montage : Senkichi Taniguchi et Akira Kurosawa
- Pays :  Japon
- Langue : japonais
- Genre : drame / action
- Durée : 89 minutes
- Date de sortie : 
  -  Japon : 5 août 1947

## Distribution
- Toshirō Mifune : Eijima
- Takashi Shimura : Nojiro
- Yoshio Kosugi : Takasugi
- Akitake Kōno : Honda
- Setsuko Wakayama : Haruko
- Kokuten Kōdō : grand frère de Haruko
- Fusataro Ishijima : propriétaire du Shikanoyu Hotel
- Haruko Toyama : serveuse A
- Chizuko Okamura : serveuse B
- Toshio Kasai : étudiant
- Kō Ishida : étudiant
- Eisaburō Sakauchi : chef d'enquête
- Taizō Fukami : inspecteur en chef
- Fumio Omachi : inspecteur
- Kenzō Asada : journaliste